# Hyla chinensis
La rana arbórea china (Hyla chinensis) es una especie de anfibio de la familia Hylidae.
Habita en China y Taiwán.
Sus hábitats naturales incluyen bosques tropicales o subtropicales secos y a baja altitud, marismas de agua dulce, corrientes intermitentes de agua, tierra arable y tierras de irrigación. Está amenazada de extinción por la destrucción de su hábitat natural.

## Apariencia
La rana adulta mide 2.5 a 3.3 cm de largo.  La hembra es un poco más largo del macho.  Esta rana tiene una cabeza ancha. Esta rana es de color verde oscuro en la espalda con un vientre amarillo y una boca marrón. Tiene una raya negra cerca de cada ojo y manchas negras en los costados. Las ranas adultas se sientan en árboles, arbustos y campos de arroz, a veces en grupos.